# 第36国民擲弾兵師団
第36国民擲弾兵師団（ドイツ語: 36. Volks-Grenadier-Division）は、ドイツ陸軍の歩兵師団である。1944年に編成されノルトヴィント作戦に参加した。

## 編成
1944年10月9日、第36自動車化歩兵師団（36. Infanterie-Division (mot.））から改編された第36擲弾兵師団（36. Grenadier-Division）を改称して編成された。

## 戦闘
当初、師団はルクセンブルクのグレーヴェンマハに展開しており、1944年10月17日に移動された。11月13日の夜、第212国民擲弾兵師団の援護の下、サン＝タヴォル（fr）
に移動しトンヴィル（en）、アインシュヴィル（en）周辺で激しい戦闘が繰り広げられた。大敗した結果、師団の野戦補充大隊は一部を除いて解散している。11月17日から18日には、第48歩兵師団の残余部隊といくつかのはぐれた部隊が師団に編入され、11月末にはロレーヌでの戦闘で50％の人員を失い、師団は完全に壊滅していた。

### ノルトヴィント作戦
1944年12月25日、ノルトヴィント作戦に投入されザールブリュッケンからザール川東部の陣地に移動し、そこから南方にマジノ線に沿って突破するように命令を受けた。これは、北側で停滞しているアルデンヌでの攻勢を援護するためであった。攻撃は1944年12月31日の23時に開始され、その後の数日間、戦闘を行ったが目標を達成することはできなかった。

### 本土防衛戦
すでに1945年1月3日には攻撃の中止が命じられており、師団は旧主戦線（Hauptkampflinie）での防衛に移った。その後の数週間、旧主戦線においては、比較的穏やかな状態が続いたため師団には補充物資が供給され、2月3日には3,165名の兵員が補充された。
3月、師団はジークフリート線の奪還に失敗し、月末にはシュペッサルトに撤退した。4月初旬、師団はローアからゲミュンデンを経てブルクジンの西方を制圧し、師団司令部は4月3日にはヘルリッヒ（de）にあった。4月6日、ハンメルベルク（de）に移動し11日にはバンベルクの北にあるバウナハ近郊の小さな橋頭堡を拠点にしていた。1945年4月13日にバンベルクの拠点が陥落した後、翌日のハイリゲンシュタット近郊での戦闘で師団は壊滅した。個々の部隊は、ヘルスブルック（de）に集結し4月18日、これらの残余や分散した部隊から戦闘団が編成され、1945年4月20日までにアンベルク近郊で激しい戦闘を行った。
4月25日の夜、師団の残余はドナウ川を渡り、4月29日にはイーザル川を渡って退却し、5月の初め、師団の残余はイン川の東側のミュールドルフ（de）とヴァルトクライブルク（de）に到達していた。最終的に師団はトラウンシュタインやタイゼンドルフ（de）近郊でアメリカ軍に投降した。

## 備考

### 作戦地域
| 年     | 月日 | 軍団 (Armee-Korps)                | 軍 (Armee)        | 軍集団 (Heeresgruppe)     | 師団本部               |
| ------ | ---- | --------------------------------- | ----------------- | ------------------------- | ---------------------- |
| 1944年 | 10月 | 第80軍団（LXXX. Armeekorps）      | 第7軍（7. Armee） | B軍集団（Heeresgruppe B） | トーリア、南アイフェル |
| 1944年 | 12月 | SS第13軍団（XIII. SS-Armeekorps） | 第1軍（7. Armee） | G軍集団（Heeresgruppe G） | ザールプファルツ       |
| 1945年 | 1月  | 自由運用（z.Vfg.）                | 第1軍（7. Armee） | G軍集団（Heeresgruppe G） | ザールプファルツ       |
| 1945年 | 2月  | 第90軍団LXXXX. Armeekorps）       | 第1軍（7. Armee） | G軍集団（Heeresgruppe G） | ザールプファルツ       |
| 1945年 | 4月  | 第82軍団LXXXII. Armeekorps）      | 第7軍 (7. Armee)  | G軍集団（Heeresgruppe G） | フランケン地方         |

### 歴代師団長
- アウグスト・ヴェルム少将 - 1944年10月9日～1945年3月
- ヘルムート・クライカンプ少将 - 1945年3月～5月

### 戦闘序列
（1944年）
- 第87擲弾兵連隊（Grenadier-Regiment 87）
- 第118擲弾兵連隊（Grenadier-Regiment 118）
- 第165擲弾兵連隊（Grenadier-Regiment 165）
- 第268砲兵連隊（Artillerie-Regiment 268）
- 第36偵察大隊（Divisions-Füsilier-Bataillon 36）
- 第36対戦車猟兵大隊（Panzerjäger-Abteilung 157）
- 第36高射砲中隊（Flak-Kompanie 36）
- 第36工兵中隊（Pionier-Kompanie 36）
- 第36通信大隊（Nachrichten-Abteilung 36）